# Carlo Donida
Carlo Donida Labati (né le 30 octobre 1920 à Milan et décédé le 22 avril 1998 à Porto Valtravaglia) est un compositeur et pianiste italien, connu pour ses succès, composés notamment en collaboration avec le parolier Mogol : Al di là (1961), Uno dei tanti (1961), Abbracciami forte (1965), Gli occhi miei (1968), et La spada nel cuore (1970). Un grand nombre des chansons qu'il a composées ont été interprétées par des artistes internationaux, notamment : Udo Jürgens, Tom Jones, Ben E. King, Petula Clark et Shirley Bassey.

## Biographie

### Années 1950
Carlo Donida Labati est né le 30 octobre 1920 à Milan. Il est diplômé du Conservatoire Giuseppe-Verdi en piano et en composition. Il commence sa carrière musicale en tant que pianiste de l'ensemble I Dandies, qui se produit entre 1946 et 1949 sur les scènes de Milan et de Venise, entre autres. Au début des années 1950, Donida est engagé comme arrangeur par la maison d'édition musicale G. Ricordi and C., qui crée à cette époque le label Radio Record Ricordi (it), consacré à la musique populaire. Ce label connait le succès avec des artistes tels que Gino Latilla, Joe Sentieri, Tony Dallara, Milva, Wilma Goich et bien d'autres.
Donida connait son premier succès en 1951, en composant, en collaboration avec les paroliers Gian Carlo Testoni et Mario Panzeri, la chanson Sotto il mandorlo, qui est interprétée par le groupe Duo Fasano lors du premier festival de la chanson italienne de San Remo,. En 1953, il compose une chanson avec Calibi, Vecchio scarpone, qui se classe quatrième à ce festival. En 1954, une autre de ses chansons, Canzone da due soldi, obtient la deuxième place à ce festival.

### Années 1960 et au-delà
En 1960, Donida commence à collaborer avec le parolier Mogol. Leurs premières chansons communes sont : Briciole di baci, interprétée par Mina, et Diavolo, chantée par Jimmy Fontana. En revanche, leur premier succès est la chanson Al di là, écrite en 1961 et interprétée par Lucian Tajoli et Betty Curtis, qui remporte le festival de San Remo,. Avec cette même chanson, Betty Curtis représente l'Italie à la finale du 6e Concours Eurovision de la chanson, terminant à la 5e place. Aux États-Unis, leurs propres reprises de la chanson sont présentées par Connie Francis en 1963 et par les Ray Charles Singers un an plus tard. La chanson Uno dei tanti, également de 1961, connue dans sa reprise en anglais sous le nom de I (Who Have Nothing) et interprétée par des artistes tels que Ben E. King (1963), Petula Clark (1965), The Spectres (1966), Tom Jones (1970), Luther Vandross et Martha Wash (1991), Neil Diamond (1993), Joe Cocker (2004), est un autre succès pour le duo Mogol/Donida. Mogol/Donida enregistrent leur prochain succès en 1965, lorsque leur chanson Abbracciami forte, interprétée par Udo Jürgens et Ornella Vanoni, se classe deuxième au festival de Sanremo. Enregistrée en 1968, la chanson Gli occhi miei (classée 11e au festival de Sanremo) devient, sous le titre Help Yourself, l'un des succès de Tom Jones, se classant 5e à l'Official Charts Company. En 1970, la chanson La spada nel cuore, interprétée par Patty Pravo et Little Tony, se classe 5e au festival de Sanremo, et en 1971, La folle corsa se classe 12e. Donida et Mogol ont écrit 126 chansons ensemble.
Au cours de sa carrière, Donida compose des bandes sonores pour des longs métrages, des documentaires et des publicités. Il a également composé des chansons dont les paroles sont en dialecte milanais : Mi no, ghe vegni no, Cing ghei de pu, ma ross et Quand el coeur el s'innamora, qui ont participé et gagné les différentes éditions du Festival de la chanson de Milan.
Il décède le 22 avril 1998 à Porto Valtravaglia.